# Latcho drom (филм из 1993)
Latcho drom је француски документарац из 1993. године који је режирао и написао Тони Гатлиф. Радња филма прати путовање Рома из северозападне Индије у Шпанију. Филм је приказан на канском фестивалу 1993.

## Радња
Филм почиње у пустињи Тар, у Северној Индији, а завршава се у Шпанији. Радња се одвија и у Египту, Турској, Румунији, Мађарској, Словачкој и Француској. Сви приказани Роми су стварни чланови ромске заједнице:
1. Индија - људи који се окупљају на прослави
2. Египат - људи који певају и плешу док деца посматрају и уче уметничку традицију
3. Турска - турски Роми у Истанбулу продају цвеће и пуштају музику у кафићима, док њихова деца посматрају и уче
4. Румунија - млади дечак слуша ромске музичаре, који певају о Николају Чаушеску
5. Мађарска - ромска породица у возу пева о свом одбацивању. Дечак, тужне и забринуте мајке, им се придружује. Они развесељавају жену која на крају одлази певајући
6. Француска - француски Роми се окупљању на фестивалу у част Свете Саре, заштитнице Рома

## Музика
Филм се заснива на музици како би пренео емоције и испричао причу Рома. У филму се појављује група Taraf de Haïdouks.